# Ковач, Штефан (Народный герой Югославии)
Штефан Францевич Ковач (словен. Štefan France Kovač, венг. Kovács István; 28 августа 1910, Неделица — 18 октября 1941, Ганчани) — югославский партизан словенско-венгерского происхождения, участник Народно-освободительной войны Югославии, Народный герой Югославии.

## Биография
Родился 28 августа 1910 в Неделице в семье мельника Франца Ковача и Вероники Ковач, в девичестве Чех. Мать умерла вскоре после рождения сына, и его приёмной матерью стала её тёзка Вероника Дух. Штефан учился в гимназии в Мурске-Соботе, окончив её в 1930 году. В 1934 году окончил Люблянский университет, юридический факультет. В университете был членом академического кружка «Триглав», после окончания работал в адвокатской конторе Александра Валя.
В Мурске-Соботе Штефан состоял в Обществе крестьянских юношей и девушек. С 1935 по 1936 годы он служил в Королевской армии, дослужившись до звания младшего лейтенанта. Летом 1936 года занялся агитированием за оппозиционные партии, и после одного из агитирований в Вешчице на соревновании молодых крестьян его оштрафовали. В сентябре 1937 года Ковач переехал в Марибор к Векославу Куковацу, где стал работать в его адвокатской конторе. В Рабоче-крестьянском союзе Ковач был одним из соавторов газеты «Неодвисность» (словен. Neodvisnost — Независимость), став вскоре её главным редактором. 11 октября 1937 он в газете опубликовал статью с призывами к объединению против фашизма. В 1938 году в журнале «Обзорья» (словен. Obzorja — Горизонт) были опубликованы результаты исследования экономических и социальных условий жизни в Прекмурье, полученные на основе трудов Ковача.
В том же году Штефан был избран председателем Содружества независимых театров и был принят в Коммунистическую партию. В 1939 году был назначен секретарём Компартии Прекмурья. В том же году женился на Миме Жупанчич, учительнице из Радможанцев. С февраля по июнь 1940 вместе с другими прекмурскими активистами был интернирован в Билече. После Апрельской войны и венгерской оккупации Ковач ушёл в партизанское подполье: партийное руководство Прекмурья, занимаясь распространением листовок, закупкой оружия, строительством убежищ, назначило фактически Ковача лидером движения. В июне—июле 1941 года он начал участвовать в операциях: переодеваясь в крестьянина, Штефан с запасом гранат отправился в путешествие по Прекмурью, вовлекая в движение Сопротивления больше людей.
6 июля 1941 венгры начали облаву на членов Коммунистической партии Словении. 30 августа 1941 Ковач созвал совещание работников и активистов на Каменшчице (близ Трня), в котором участвовали около 30 человек. Там был сформирован первый народно-освободительный комитет (коммунистическое правительство), в котором были чётко сформулированы права и обязанности членов комитета. Благодаря этому партизанская борьба в Прекмурье облегчилась.
27 сентября 1941 венгры арестовали сразу 60 человек, симпатизировавших партизанам, однако руководство комитета умудрилось вырваться из рук венгров. 18 октября был арестован Евген Кардош, член партизанской организации: при обыске венгры обнаружили листы со списками членов комитета и им симпатизирующих, а в календаре Кардоша была обведена дата 18 октября. Под пытками тот вынужден был сознаться, что партизаны наметили встречу близ Ганчан у Крижанчевого дуба, и доказать, что там нет засады.
Кардош стал приманкой венгерской полиции для партизан: 18 октября 1941 в назначенный час он вывел Штефана Ковача и Винко Меглу к дубу и дал сигнал полиции. Ковача застрелили на месте, а Мегла получил ранение, однако сбежал. Сумели спастись и все другие члены партии, осознавшие, что здесь засада. Евген Кардош и Штефан Цветко в знак «благодарности» 31 октября были повешены венграми на площади Мурской-Соботы.
20 декабря 1951 Штефану Ковачу посмертно присвоили звание Народного героя Югославии. В его честь был поставлен памятник в общине Мурска-Собота в Турнишче. В честь Ковача в Прекмурье получили имена хор, автозавод, спортивное общество и музыкальный коллектив. В Мурске-Соботе в его честь названа одна из главных городских улиц. Некоторое время его имя носила школа в Белтинцах, а его дом в Неделице ныне является этнографическим музеем.